# Kia Granto
Kia Granto — крупнотоннажный грузовой автомобиль, выпускаемый южнокорейской корпорацией Kia Motors с 1995 по 2000 год.

## История
Автомобиль Kia Granto впервые был представлен 27 января 1995 года. Он комплектовался U-образным кузовом, взятым от модели Hino Profia.
Со 2 мая 1996 года производилась также модификация Kia Granto Pro. С 1997 года семейство включало модель FY (8×4).
Производство завершилось в августе 2000 года.

## Модельный ряд
- FH (4×2).
- FS (6×4).
- FY (8×4).
- FH (4×2).
- FS (6×4).
- FY (8×4).
- FS (6×4).
- SH (6×4).
- SS (6×4).

## Технические характеристики
| Модель двигателя             | EF750                                    | F17E                                     | F20C                                     |
| ---------------------------- | ---------------------------------------- | ---------------------------------------- | ---------------------------------------- |
| Ширина (мм)                  | 2490                                     | 2490                                     | 2490                                     |
| Высота (мм)                  | 2778                                     | 2778                                     | 2778                                     |
| Вместимость                  | 2 чел.                                   | 2 чел.                                   | 2 чел.                                   |
| Снаряжённая масса (кг)       | 9060                                     | 9060                                     | 9060                                     |
| Трансмиссия                  | 6-скор. МКПП/10-скор. МКПП/16-скор. МКПП | 6-скор. МКПП/10-скор. МКПП/16-скор. МКПП | 6-скор. МКПП/10-скор. МКПП/16-скор. МКПП |
| Объём бака (л)               | 400                                      | 400                                      | 400                                      |
| Максимальная скорость (км/ч) | 150                                      | 150                                      | 150                                      |
| Колёсная формула             | 8X4/6X4/4X2                              | 8X4/6X4/4X2                              | 8X4/6X4/4X2                              |
| Тип топлива                  | Дизельное                                | Дизельное                                | Дизельное                                |
| Объём (см3)                  | 16700                                    | 16745                                    | 19688                                    |
| Мощность (л. с. при об/мин)  | 330/2200                                 | 340/2200                                 | 380/2200                                 |